# Agnieszka Galand
Agnès Galand (Agnès de Jésus, Agnès Galand de Langeac) (ur. 17 listopada 1602 w Le Puy-en-Velay, zm. 19 października 1634 w Langeac) – francuska błogosławiona Kościoła katolickiego, dominikanka, stygmatyczka.

## Życiorys
Została wychowana w religijnej atmosferze. W 1623 r. wstąpiła do klasztoru dominikanek w Langeac, gdzie następnie pełniła obowiązki mistrzyni nowicjatu i przeoryszy. Doświadczała wizji i była stygmatyczką.

## Proces beatyfikacyjny
Heroiczność jej cnót potwierdził papież Pius VII w 1808 r. Jednak beatyfikowana została dopiero przez Jana Pawła II w 1994 r.
Jej wspomnienie przypada 19 października.